# سينارة دقيقة
سينارة دقيقة (الاسم العلمي: Cinara minuta) هي نوع من الحشرات تتبع جنس السينارة من فصيلة المنية.